# Isesaki
Isesaki (Japans: 伊勢崎市, Isesaki-shi) is een stad in de prefectuur Gunma op het eiland Honshu, Japan.
De stad heeft een oppervlakte van 139,33 km² en medio 2008 ruim 204.000 inwoners. De rivier Tone stroomt van zuidwest naar zuidoost door de stad.

## Geschiedenis
Op 1 april 1889 werd de gemeente Isesaki (伊勢崎町, Isesaki-machi) gecreëerd.
Op 13 september 1940 werd Isesaki een stad (shi) na samenvoeging met twee dorpen.
Op 1 januari 2005 zijn de gemeentes Akabori (赤堀町, Akabori-machi) en Sakai (境町, Sakai-machi) en het dorp Azuma (東村, Azuma-mura) aan Isesaki toegevoegd.
Op 1 april 2007 kreeg Isesaki de status van een speciale stad.

## Verkeer
Isesaki ligt aan de Ryōmō-lijn van de East Japan Railway Company en de Isesaki-lijn van de Tōbu Spoorwegmaatschappij.
Isesaki ligt aan de Kitakantō-autosnelweg en aan de autowegen 17, 50, 354 en 462.

## Aangrenzende steden
- Maebashi
- Kiryū
- Ōta
- Midori
- Honjō
- Fukaya

## Stedenbanden
Isesaki heeft een stedenband met
- Springfield, Verenigde Staten, sinds 1986;
- Ma'anshan, China, sinds 1989.

## Geboren in Isesaki
- Mitsuru Adachi (あだち充, Adachi Mitsuru) (1951), mangaka
- Toshinari Suwa (1977), marathonloper
- Tsutomu Adachi (あだち 勉, Adachi Tsutomu) (1947), mangaka